# When the Music’s Over
When the Music’s Over – utwór amerykańskiego zespołu The Doors wydany po raz pierwszy na płycie Strange Days w 1967 roku, przez wytwórnię Elektra Records. Piosenka zamyka drugi studyjny album.
Autorem tekstu był Jim Morrison. Stylistycznie piosenka zbliżona jest do „The End” zamykającej debiutancki longplay zespołu. W warstwie lirycznej „When the Musicʼs Over” opowiada o muzyce, jako o jedynym prawdziwym przyjacielu i sensie życia (Gdy muzyka ucichnie już, zgaście światła). Fragment scream of the butterfly (krzyk motyla) jest odwołaniem do filmu pornograficznego.
Solo gitarowe Robbyego Kriegera składa się z dwóch warstw, nagrywanych jednocześnie gitar, co było zaimprowizowane w studiu nagraniowym. Piosenka była wielokrotnie wykonywana podczas koncertów w roku 1966, w barze „Whiskey-A-Go-Go” w Los Angeles, jeszcze przed wydaniem debiutanckiej płyty w 1967 roku. Podobnie jak kilka innych utworów została skomponowana przed podpisaniem kontraktu płytowego przez zespół.

## Struktura
Piosenkę można podzielić na pięć części, z czego ostatnia nawiązuje do pierwszej:
- „Turn out the lights/Dance on fire” („Wyłącz światło/Taniec w ogniu”),
- „Cancel my subscription” („Anuluj moją subskrypcję”),
- „What have they done to the Earth?” („Co oni zrobili na Ziemi?”),
- „Persian Night” („Perska noc”).

Fragment „What have they done to the Earth?” jest wczesnym przykładem tematów środowiskowych w muzyce rockowej.